# Стасюк, Вик
Виктор Джон Стасюк (англ. Victor John Stasiuk; 23 мая 1929, Летбридж — 7 мая 2023, Летбридж) — канадский хоккеист и тренер, известен как Вик Стасюк. Трёхкратный обладатель Кубка Стэнли в составе «Детройт Ред Уингз» (1952, 1954, 1955).

## Биография
У Виктора украинские корни.

### Игровая карьера
Начал свою карьеру в «Чикаго Блэкхокс», играя также за фарм-клуб «Канзас-Сити Пла-Морс». Мало играя за «Блэкхокс», он был обменян в 1951 году в «Детройт Ред Уингз», с которым завоевал два Кубка Стэнли в 1952 и 1955 годах, но в 1954 году его имя не было внесено на Кубок, поскольку он играл плей-офф в фарм-клубе «Эдмонтон Флайерс».
В 1955 году был обменян в «Бостон Брюинз», где составил тройку нападения с Джонни Буциком и Бронко Хорватом, получившей название «Линия Уке» из-за того, что игроки были украинцами по происхождению. В сезоне 1957/58 тройка стала первой в истории НХЛ, где игроки забросили более 20 шайб за сезон. В сезоне 1959/60 заработал лучшие в карьере 68 очков (29+39) и вошёл в заявку на матч всех звёзд НХЛ.
В 1961 году вернулся в «Ред Уингз», где играл до 1963 года, завершив свою энхловскую карьеру. В дальнейшем играл за клубы американских лиг «Питтсбург Хорнетс» (1963—1965) и «Мемфис Уингс» (1965—1966), в котором и завершил игровую карьеру.

### Тренерская карьера
В качестве главного тренера работал с «Питтсбург Хорнетс» (1966—1968), а также в трёх клубах НХЛ «Филадельфия Флайерз» (1969—1971), «Калифорния Голден Силз» (1971—1972) и «Ванкувер Кэнакс» (1972—1973).

### Смерть
Скончался 7 мая 2023 года в доме престарелых в городе Летбридж на 94-м году жизни.